# Стантон (Небраска)
Стантон (енгл. Stanton) град је у америчкој савезној држави Небраска.

## Демографија
По попису из 2010. године број становника је 1.577, што је 50 (-3,1%) становника мање него 2000. године.
| Група             | 2000.         | 2010.         |
| Белци             | 1.564 (96,1%) | 1.489 (94,4%) |
| Афроамериканци    | 3 (0,2%)      | 11 (0,7%)     |
| Азијати           | 5 (0,3%)      | 5 (0,3%)      |
| Хиспаноамериканци | 39 (2,4%)     | 53 (3,4%)     |
| Укупно            | 1.627         | 1.577         |